# Montsapey
Montsapey est une commune française située dans le département de la Savoie, en région Auvergne-Rhône-Alpes.

## Géographie

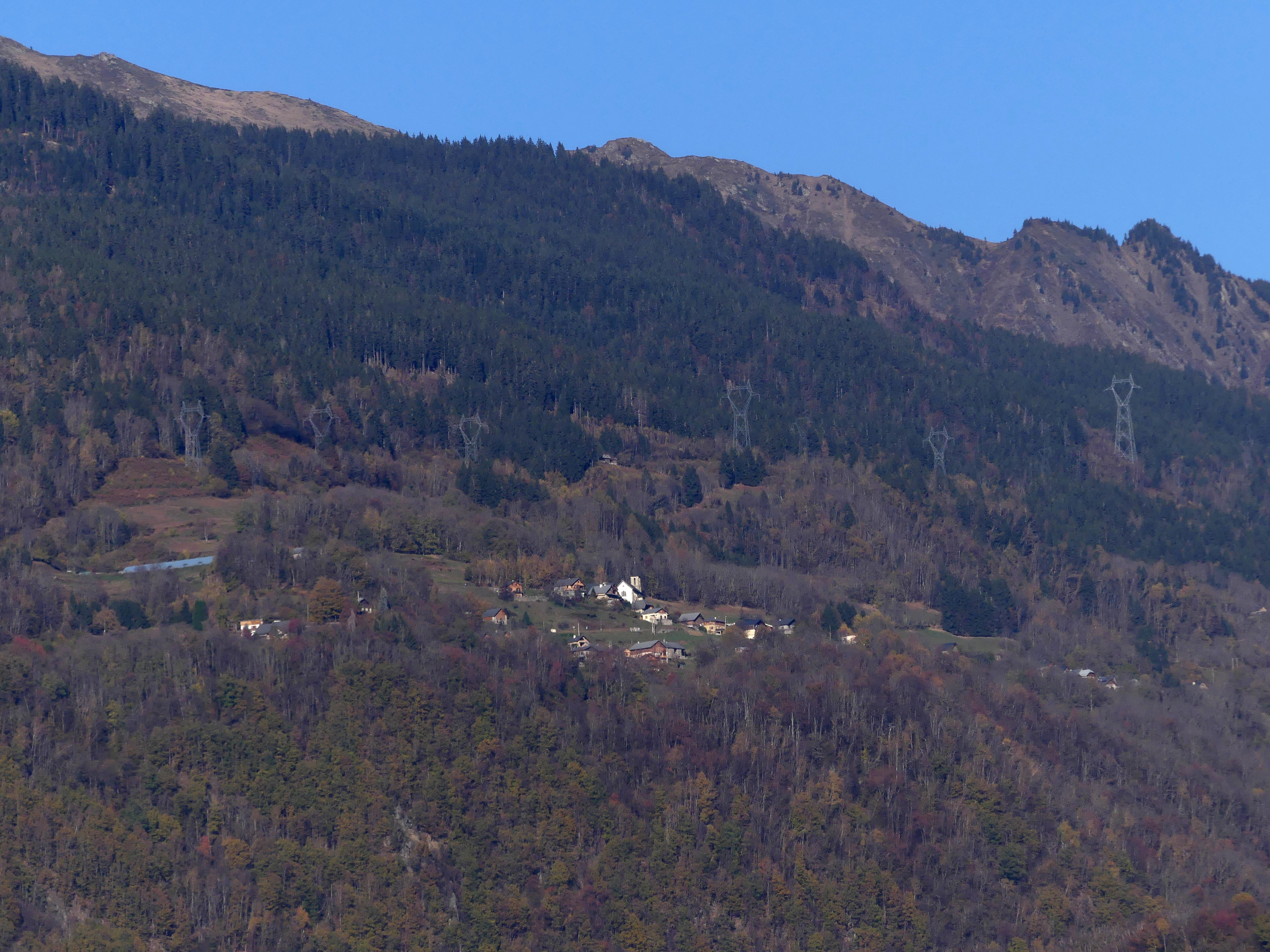
Montsapey depuis la vallée.

Montsapey est une commune de Savoie, dans la vallée de la Maurienne, située à 1 050 m d'altitude et dominée par le massif de la Lauzière (avec notamment le Bellachat qui culmine à 2 484 m).
La commune est peu peuplée mais très étendue avec des petits hameaux accrochés à la pente (Tieulever ou le Villaret) et des chalets d'alpage (Ruelles, Perrière, Vénitier, le Tour).

### Climat
Pour des articles plus généraux, voir Climat d'Auvergne-Rhône-Alpes et Climat de la Savoie.
En 2010, le climat de la commune est de type climat de montagne, selon une étude du Centre national de la recherche scientifique s'appuyant sur une série de données couvrant la période 1971-2000. En 2020, Météo-France publie une typologie des climats de la France métropolitaine dans laquelle la commune est exposée à un climat de montagne ou de marges de montagne et est dans la région climatique Alpes du nord, caractérisée par une pluviométrie annuelle de 1 200 à 1 500 mm, irrégulièrement répartie en été.
Pour la période 1971-2000, la température annuelle moyenne est de 8,6 °C, avec une amplitude thermique annuelle de 17,6 °C. Le cumul annuel moyen de précipitations est de 1 316 mm, avec 9,5 jours de précipitations en janvier et 9,1 jours en juillet. Pour la période 1991-2020, la température moyenne annuelle observée sur la station météorologique de Météo-France la plus proche, « Saint-Alban des Hurtières », sur la commune de Saint-Alban-d'Hurtières à 6 km à vol d'oiseau, est de 11,0 °C et le cumul annuel moyen de précipitations est de 1 274,5 mm,. Pour l'avenir, les paramètres climatiques de la commune estimés pour 2050 selon différents scénarios d'émission de gaz à effet de serre sont consultables sur un site dédié publié par Météo-France en novembre 2022.

## Urbanisme

### Typologie
Au 1er janvier 2024, Montsapey est catégorisée commune rurale à habitat très dispersé, selon la nouvelle grille communale de densité à sept niveaux définie par l'Insee en 2022.
Elle est située hors unité urbaine et hors attraction des villes,.

### Occupation des sols
L'occupation des sols de la commune, telle qu'elle ressort de la base de données européenne d’occupation biophysique des sols Corine Land Cover (CLC), est marquée par l'importance des forêts et milieux semi-naturels (97,8 % en 2018), une proportion sensiblement équivalente à celle de 1990 (98,3 %). La répartition détaillée en 2018 est la suivante : 
forêts (57,1 %), milieux à végétation arbustive et/ou herbacée (29,6 %), espaces ouverts, sans ou avec peu de végétation (11 %), zones agricoles hétérogènes (2,1 %), prairies (0,1 %).
L'IGN met par ailleurs à disposition un outil en ligne permettant de comparer l’évolution dans le temps de l’occupation des sols de la commune (ou de territoires à des échelles différentes). Plusieurs époques sont accessibles sous forme de cartes ou photos aériennes : la carte de Cassini (XVIIIe siècle), la carte d'état-major (1820-1866) et la période actuelle (1950 à aujourd'hui).

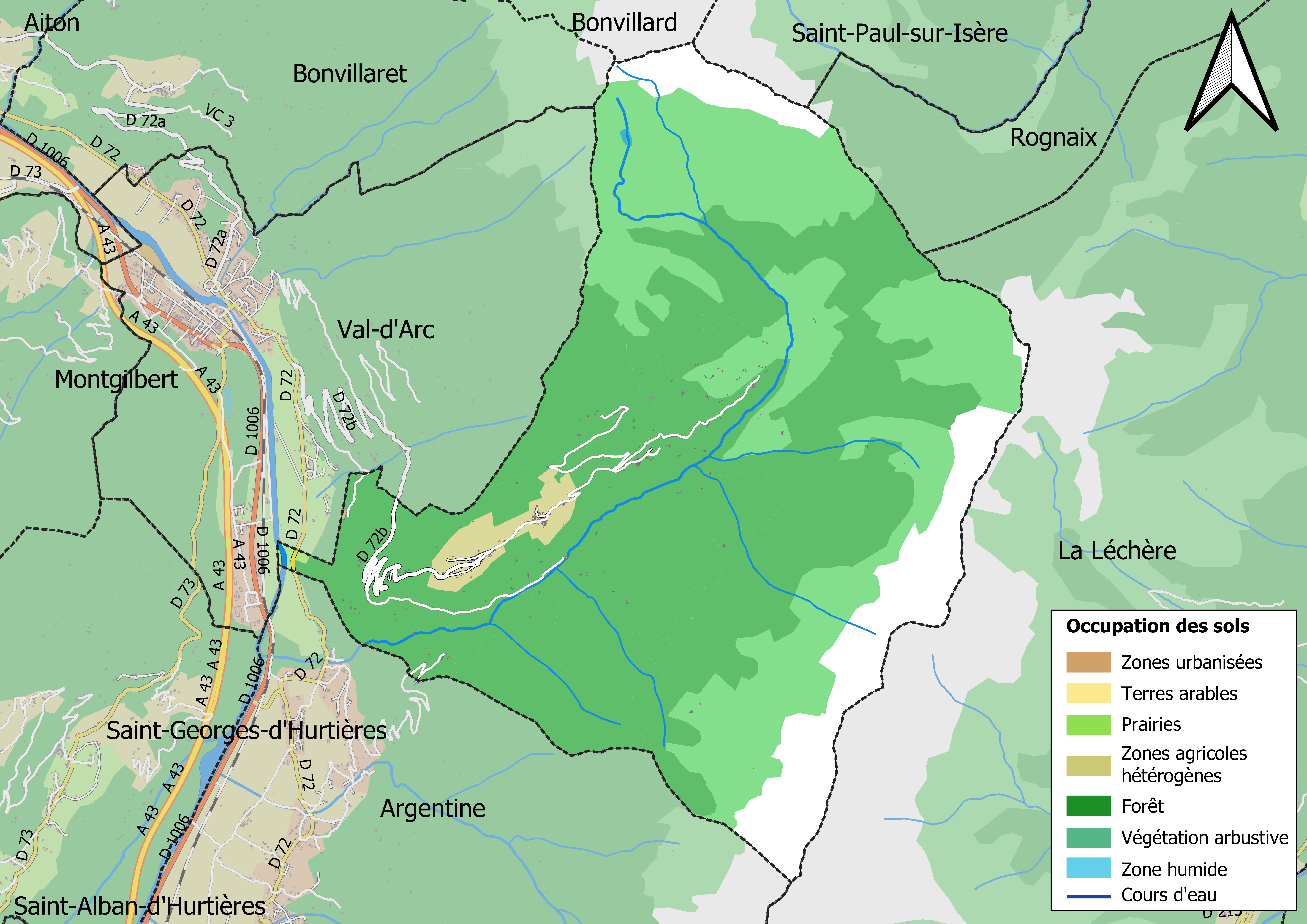
Carte des infrastructures et de l'occupation des sols en 2018 (CLC) de la commune.
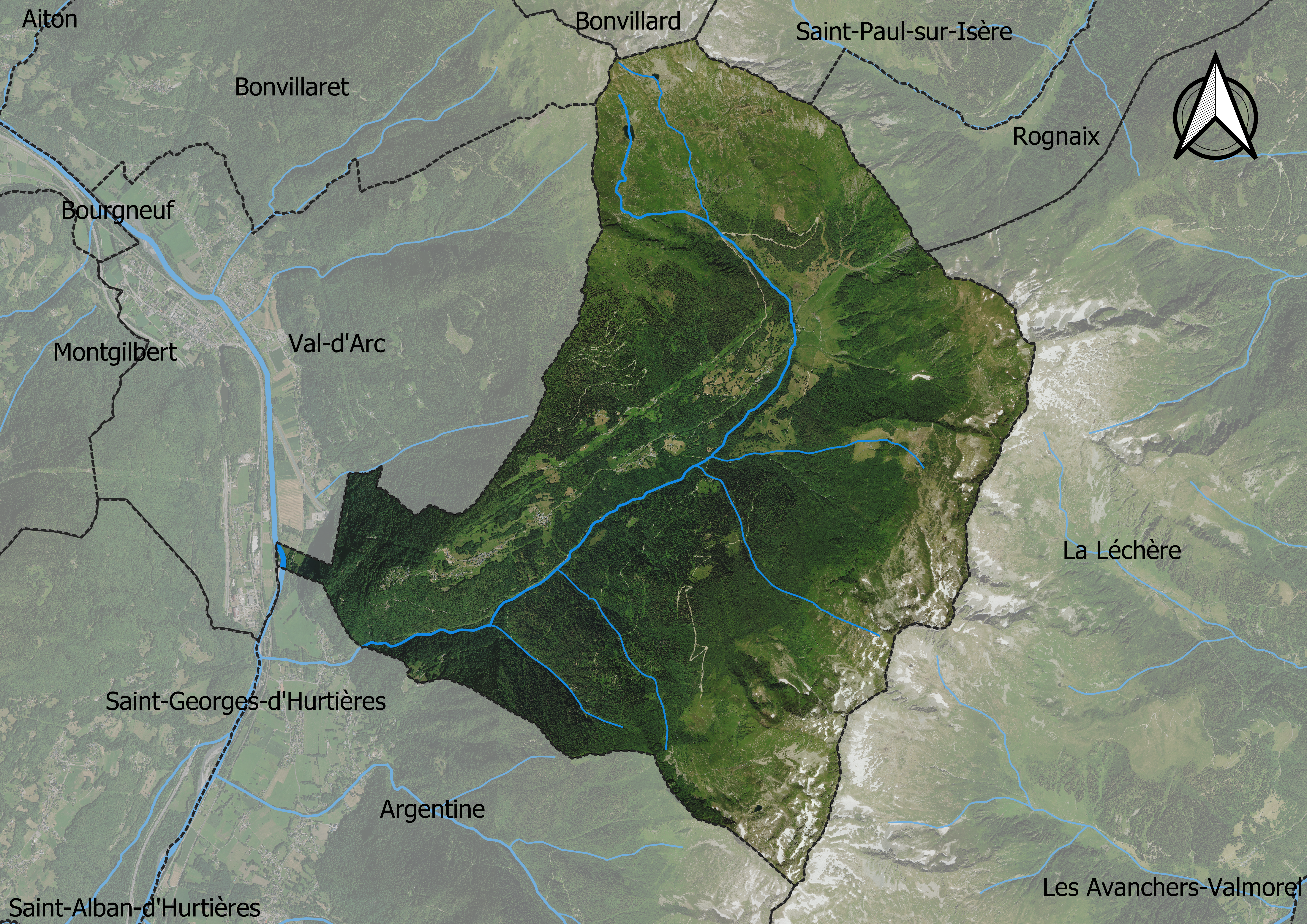
Carte orthophotogrammétrique de la commune.

## Toponymie
La première mention, apud montem Sapetum, remonte à 1295,. On trouve également Curatus montis Sapeti, au cours du XIVe siècle (Cartulaire sabaudiae).
Le nom de la commune est composé de Mont (sommet, alpage) et de Sapey (sapin),.
En francoprovençal, le nom de la commune s'écrit Monsapa, selon la graphie de Conflans.

## Histoire
Montsapey est l'une des premières communes de France à avoir disposé d'un accès à l'électricité puisque sa centrale hydroélectrique a été construite en 1922. Celle-ci peut alimenter 3 000 foyers et a fêté ses cent ans en 2022.

## Politique et administration

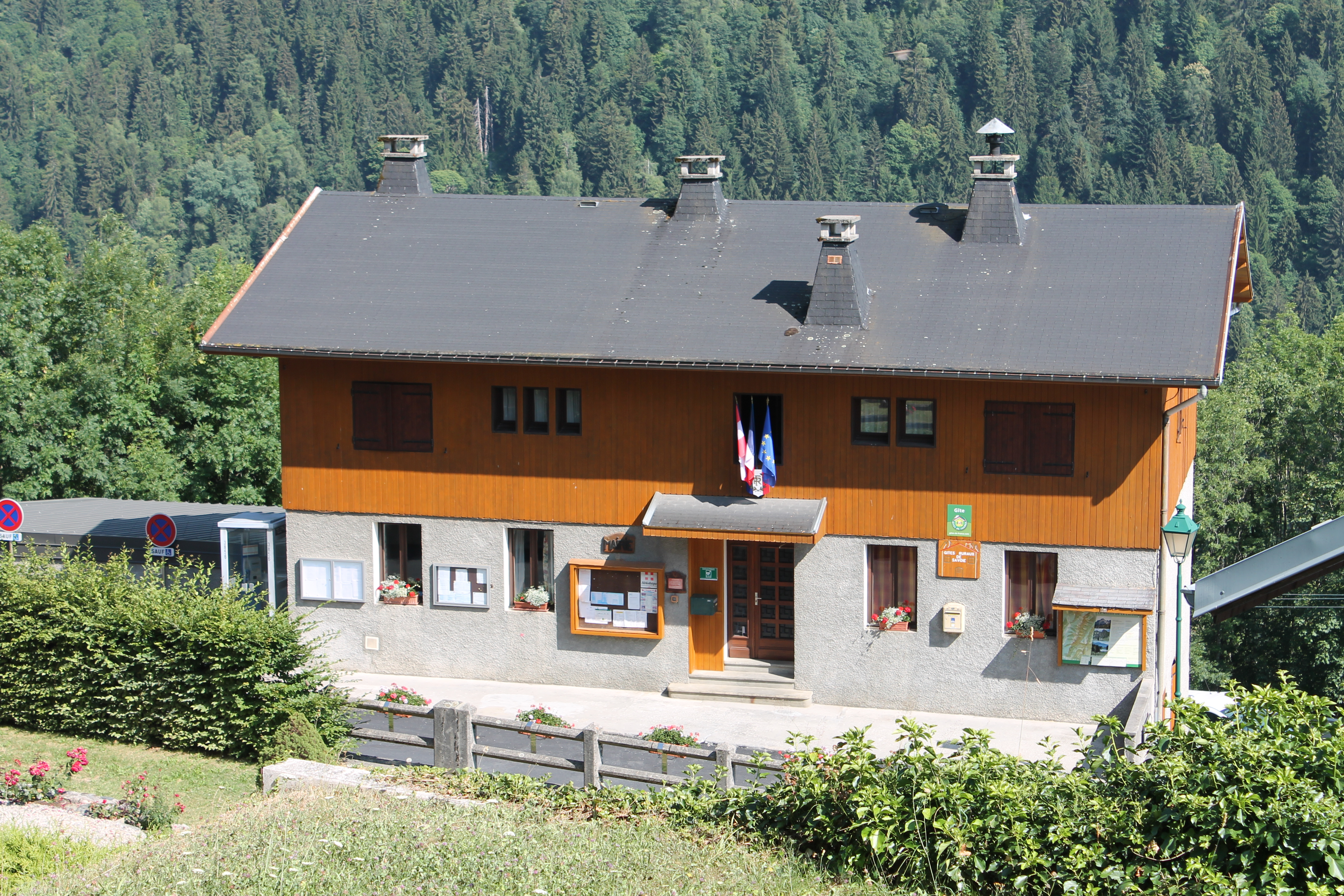
Vue de la mairie de Montsapey depuis l'église.

| Période                                  | Période   | Identité        | Étiquette | Qualité |
| ---------------------------------------- | --------- | --------------- | --------- | ------- |
| mars 2001                                | mars 2014 | Louis Voguet    |           |         |
| mars 2014                                | En cours  | Bernard Fargeas |           |         |
| Les données manquantes sont à compléter. |           |                 |           |         |

## Démographie
L'évolution du nombre d'habitants est connue à travers les recensements de la population effectués dans la commune depuis 1793. Pour les communes de moins de 10 000 habitants, une enquête de recensement portant sur toute la population est réalisée tous les cinq ans, les populations de référence des années intermédiaires étant quant à elles estimées par interpolation ou extrapolation. Pour la commune, le premier recensement exhaustif entrant dans le cadre du nouveau dispositif a été réalisé en 2005.

En 2022, la commune comptait 83 habitants, en évolution de +36,07 % par rapport à 2016 (Savoie : +3,63 %, France hors Mayotte : +2,11 %).
| 1793 | 1800 | 1806 | 1822 | 1838 | 1848 | 1858 | 1861 | 1866 |
| ---- | ---- | ---- | ---- | ---- | ---- | ---- | ---- | ---- |
| 494  | 429  | 506  | 486  | 513  | 607  | 526  | 478  | 499  |

| 1872 | 1876 | 1881 | 1886 | 1891 | 1896 | 1901 | 1906 | 1911 |
| ---- | ---- | ---- | ---- | ---- | ---- | ---- | ---- | ---- |
| 500  | 483  | 524  | 514  | 498  | 510  | 492  | 482  | 459  |

| 1921 | 1926 | 1931 | 1936 | 1946 | 1954 | 1962 | 1968 | 1975 |
| ---- | ---- | ---- | ---- | ---- | ---- | ---- | ---- | ---- |
| 445  | 377  | 276  | 243  | 213  | 259  | 116  | 74   | 77   |

| 1982 | 1990 | 1999 | 2005 | 2006 | 2010 | 2015 | 2020 | 2022 |
| ---- | ---- | ---- | ---- | ---- | ---- | ---- | ---- | ---- |
| 67   | 59   | 52   | 69   | 70   | 79   | 60   | 78   | 83   |

## Culture locale et patrimoine

### Lieux et monuments

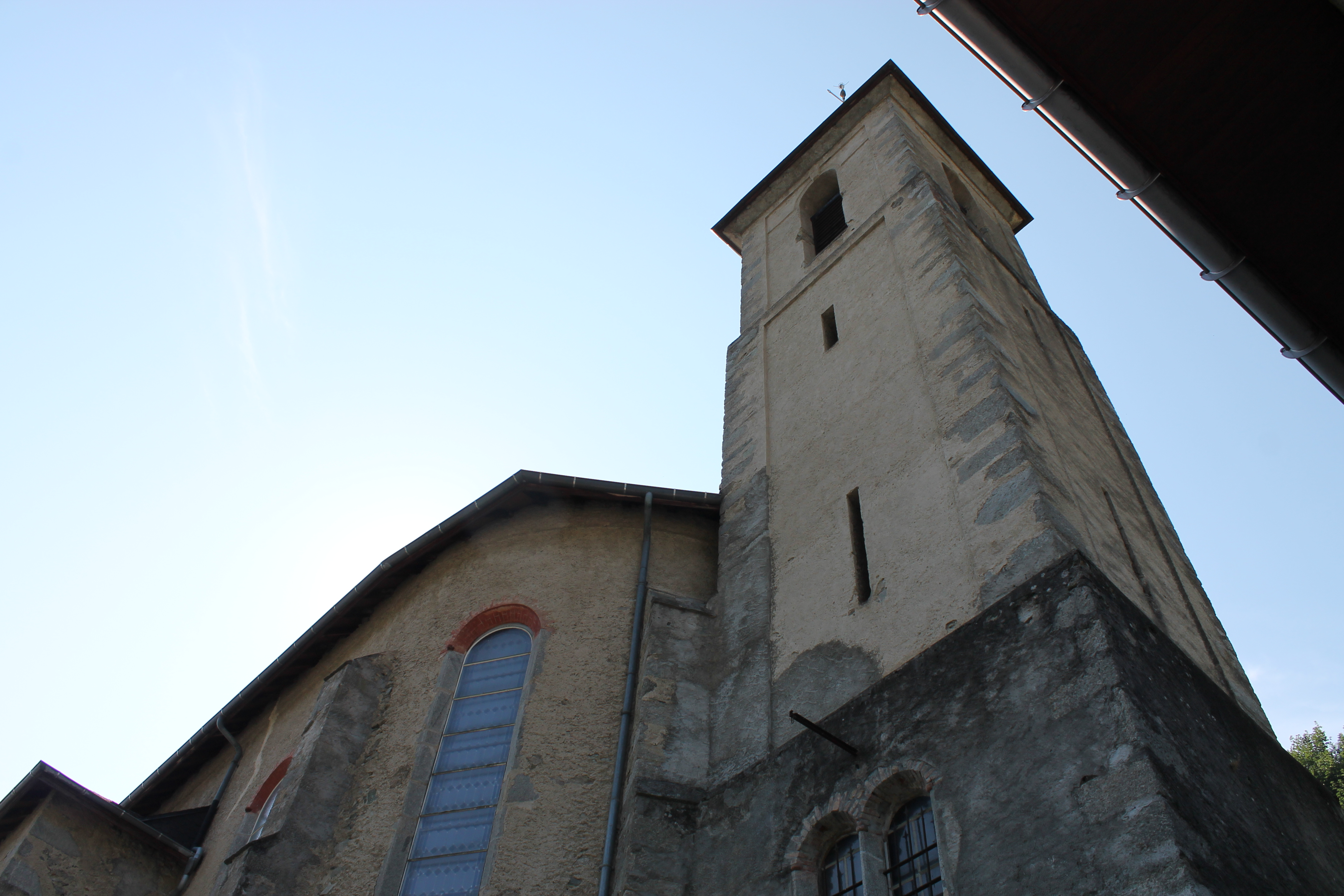
Vue du clocher de l'église Saint-Barthélémy de Montsapey.

- Église Saint-Barthélemy (1866), réputée pour ses peintures murales et son retable baroque. L'édifice, classé en 1988 par les Monuments historiques[21], accueille un festival de musique classique et baroque, « Les Arts jaillissants », en juillet, permettant de financer en partie la restauration.
- Le Chalet du Tour, une ancienne ferme d'alpage. En 2018, le loto du patrimoine a permis, dans le cadre d'un projet de la Fondation du patrimoine et de Stéphane Bern, à la commune de recevoir la somme de 45 000 € pour réparer le bâtiment, alors que le montant des travaux pour celui-ci était estimé à 42 000 €. Toujours dans le cadre de ce projet, le maire de la commune, Bernard Fargeas, a été reçu au Palais de l'Élysée par Brigitte et Emmanuel Macron le 31 mai 2018[22],[23],[24].